# Медаль Роджера Ревелла Американского геофизического союза
Медаль Роджера Ревелла (Roger Revelle Medal) — ежегодная научная награда Американского геофизического союза за выдающийся индивидуальный (вручается только одному лицу) вклад в области наук об атмосфере и климате Земли.
Основана в 1991 году и названа в честь видного учёного Роджера Ревелла.
В комитет награды, определяющий её лауреата, входят Инес Фунг, Dennis L. Hartmann, Tracey Holloway (все — США), Соня Сеневиратне (Швейцария).

## Награждённые
- 1992 — Лоренц, Эдвард Нортон
- 1993 — Сюкуро Манабе
- 1994 — Роуленд, Шервуд
- 1995 — Броекер, Уоллес
- 1996 — Дикинсон, Роберт Эрл
- 1997 — Hans Oeschger[англ.]
- 1998 — Harold S. Johnston[англ.]
- 1999 — John Michael Wallace[англ.]
- 2000 — James R. Holton[англ.]
- 2001 — Хансен, Джеймс
- 2002 — Цицерон, Ральф
- 2003 — Jean Jouzel
- 2004 — Инес Фунг
- 2005 — не было
- 2006 — John E. Kutzbach[англ.]
- 2007 — Элли, Ричард
- 2008 — Michael L. Bender
- 2009 — Jorge L. Sarmiento
- 2010 — Pietr P. Tans
- 2011 — Owen Toon[англ.]
- 2012 — Steven Wofsy[англ.]
- 2013 — Kuo-Nan Liou[англ.]
- 2014 — Кристофер Филд
- 2015 — Anne M. Thompson[англ.]
- 2016 — Ellen R.M. Druffel[англ.]
- 2017 — Кевин Тренберт
- 2018 — Хельд, Исаак[2]
- 2019 — Евгения Калнай[3]
- 2020 — Клэр Паркинсон[4]
- 2021 — Клара Дезер
- 2022 - Dennis L. Hartmann[англ.]